# Resgate (banda)
Resgate é uma banda brasileira de rock, formada por músicos cristãos, na cidade de São Paulo em 5 de maio de 1989, estando há três décadas ativa. É formada por Zé Bruno (vocal e guitarra), Hamiltom Gomes (guitarra), Marcelo Bassa (baixo) e Jorge Bruno (bateria). Apesar de iniciar suas atividades ainda no final da década de 80, despontou no meio cristão na década seguinte, época em que as bandas Oficina G3, Fruto Sagrado, Katsbarnea, Novo Som e Catedral davam força ao chamado movimento gospel.
O primeiro trabalho da banda, Vida, Jesus & Rock'n'Roll foi lançado em 1991, mas o amadurecimento musical do conjunto iniciou em 1995 com On the Rock, um dos mais elogiados da banda. No fim da década de 90, a música do grupo sofreu mudanças. O álbum Resgate (1997) e seu sucessor Praise (2000) embarcaram no britpop, em contraponto ao hard rock dos projetos anteriores. A partir daí, o grupo lançou alguns discos ao vivo e outros inéditos. Em 2006, com a entrada oficial de Dudu Borges na formação, o Resgate lançou Até eu Envelhecer.
Com mais de vinte anos de carreira, o Resgate viveu em 2010 um dos momentos mais populares de sua história com a entrada do conjunto no cast da Sony Music e o lançamento do elogiado Ainda não é o Último, que fez o grupo fazer uma série de shows. Mais tarde, Dudu Borges teve que deixar o grupo, que retornou a um som mais cru com Este Lado para Cima, de 2012. Nos anos seguintes, os músicos lançaram registros ao vivo e os trabalhos No Seu Quintal (2017) e É Só Isso Aqui (2020), álbum triplo que visou comemorar 30 anos de carreira do grupo. O registro inédito mais recente do Resgate é Onde Guardamos as Flores?, lançado em 2024.
Em sua história, a banda emplacou hits no rock cristão brasileiro, e alcançando reconhecimento do público em suas indicações ao Troféu Talento e também no Troféu Promessas. Sua formação atual é a mesma que gerou o grupo.

## História
Em 1987, os amigos Zé Bruno e Hamilton Gomes estudavam música com o mesmo professor. Por frequentarem a mesma igreja, era nela que a dupla realizava estudos e ensaios musicais, com a influência do rock'n'roll. Mais pessoas se juntaram à banda, que continha quatro membros: Hamilton Gomes, Marcelo Amorim e os irmãos José Bruno e Jorge Bruno. Todos os integrantes eram membros da Igreja Batista, na qual fundaram a banda, em Carandiru, bairro da Zona Norte da cidade de São Paulo.
Segundo declaração do próprio José Bruno na faixa 11 ("5:50 AM") do CD Acústico (2001), ele e seus três colegas da banda Resgate entraram na igreja Renascer em Cristo no dia 24 de junho de 1991. No mesmo ano, a banda distribuiu de forma independente o primeiro disco, Vida, Jesus & Rock'n'Roll, um trocadilho com o bordão "Sexo, Drogas e Rock'n Roll". O trabalho foi produzido por Rick Bonadio. Era um disco independente, que a banda gravou com instrumentos emprestados (embora tenha posado para as fotos da capa com os próprios instrumentos) e que demorou quase um ano para ser produzido. Para pagar os custos, a banda vendeu objetos pessoais. No DVD Resgate Ao Vivo, a banda conta que foram vendidas 2000 cópias do Vida, Jesus & Rock'n'Roll em LP.
Em 1993, já contratada pela gravadora Gospel Records, a banda lançou Novos Rumos, distribuído em CD. O disco trouxe canções inéditas em conjunto com as melhores do álbum anterior..
Em 1995 foi lançado On the Rock, gravado no Estúdio 43 e produzido por Paulo Anhaia. A sonoridade próxima ao hard rock e ao heavy metal fez com que a obra se tornasse, para alguns como o melhor trabalho do Resgate. O disco contém faixas bastante conhecidas do grupo, como "5:50 AM" e "Palavras". "Solidão" foi a canção do disco que recebeu uma versão em videoclipe e para a produção deste, Zé Bruno foi submetido a duas horas de maquiagem para aparentar-se velho.
Em 1997, foi lançado o álbum Resgate, trazendo novamente a parceria da banda com Anhaia. Neste projeto, a banda decidiu fazer mais improvisações musicais, com uma sonoridade mais crua e experimental que On the Rock. Para isso, o grupo evitou fazer uma masterização e também apresentou as letras mais complexas de sua carreira. Após oito anos de carreira, o grupo já havia se apresentado fora do Brasil.
Em 2000, a banda decidiu lançar um disco com uma temática congregacional, voltando-se mais ao pop rock que nos discos anteriores. Trabalhando novamente com Paulo Anhaia e gravado no estúdio Midas, foi lançado Praise, que trouxe canções como "Infinitamente mais", "O Nome da Paz" e "Restauração". Este trabalho foi definido, pelos próprios integrantes, como um divisor de águas na discografia do Resgate.
Em 2001, a banda gravou o primeiro DVD ao vivo e também o primeiro registro áudio visual. O trabalho, Acústico foi gravado em maio daquele ano na sede da Renascer Copan. Vendeu mais de 100 mil cópias.
Em 2002, é lançado Eu Continuo de Pé, o último a ser produzido por Paulo Anhaia por um período de dez anos. Este projeto foi constantemente citado pela banda e pela crítica especializada como o seu pior disco. No entanto, marca a primeira colaboração do músico contratado Dudu Borges, que gravou os pianos, órgãos, escreveu arranjos, editou e mixou a obra, com Anhaia.
Em 2004, a banda gravou Ao Vivo, distribuído em CD e DVD, que traz alguns sucessos do Resgate, além de três canções inéditas gravadas em estúdio e num apartamento de Dudu Borges. Também foi feita a gravação de um clipe da música "O Meu Lugar", e durante as gravações quase houve um acidente, que seria fatal.
Em 2005, a banda foi indicada em três categorias no Troféu Talento e integrou Dudu Borges como integrante oficial, que aos poucos se destacava na cena de produções musicais no país. Naquele mesmo ano, o Resgate já preparava um novo trabalho.
Em 2006 foi lançado O CD Até eu Envelhecer. A obra trouxe a regravação de "Apocalipse Now", um dos maiores sucessos do Katsbarnea, além de "O Médico e o Monstro", baseada no livro Strange Case of Dr Jekyll and Mr Hyde (em português "O Médico e o Monstro"). Em 2007 veio o registro do álbum ao vivo, também em DVD, que além das músicas do disco anterior, trouxe regravações de "Terceiro Dia", "Palavras", "O Rio", "Rock da Vovó", "5:50 AM", "Leve e Momentânea", entre outras. O álbum recebeu críticas mistas.
Com o interesse da Sony Music no mercado gospel, o Resgate foi a primeira banda brasileira do gênero a ser chamada para integrar seu cast, após o fim da Gospel Records..
No final de Junho de 2010, é lançado Ainda não É o Último, produzido por Dudu Borges e gravado em seu novo estúdio, o Studio VIP. O disco recebeu clipes de várias canções, com destaque para "Depois de Tudo" e "Jack, Joe and Nancy in The Mall", que foi gravado em Londres. O trabalho teve uma boa repercussão no meio, fazendo com que a banda se apresentasse em vários locais do Brasil e do mundo.[carece de fontes?] Os integrantes do grupo afirmaram que desde Praise, era o primeiro trabalho em que estavam realmente satisfeitos com o resultado.
Em 2011 o Resgate lançou uma coletânea em comemoração aos 22 anos de história intitulada Pretérito Imperfeito, mais que Perfeito, o segundo trabalho pela gravadora Sony Music. O encarte, em formato digipack traz fotos do arquivo pessoal dos membros, além de suas declarações contando curiosidades sobre as faixas. O disco conteve ainda uma faixa inédita, de título "Assim Caminha a Humanidade?", que foi substituída por "O Vesúvio" no álbum Ainda não é o Último. A banda lançou também, ainda em 2011, aplicativos próprios para os sistemas iOS (Apple) (iPhone, iPod, iPad) e plataforma Android.

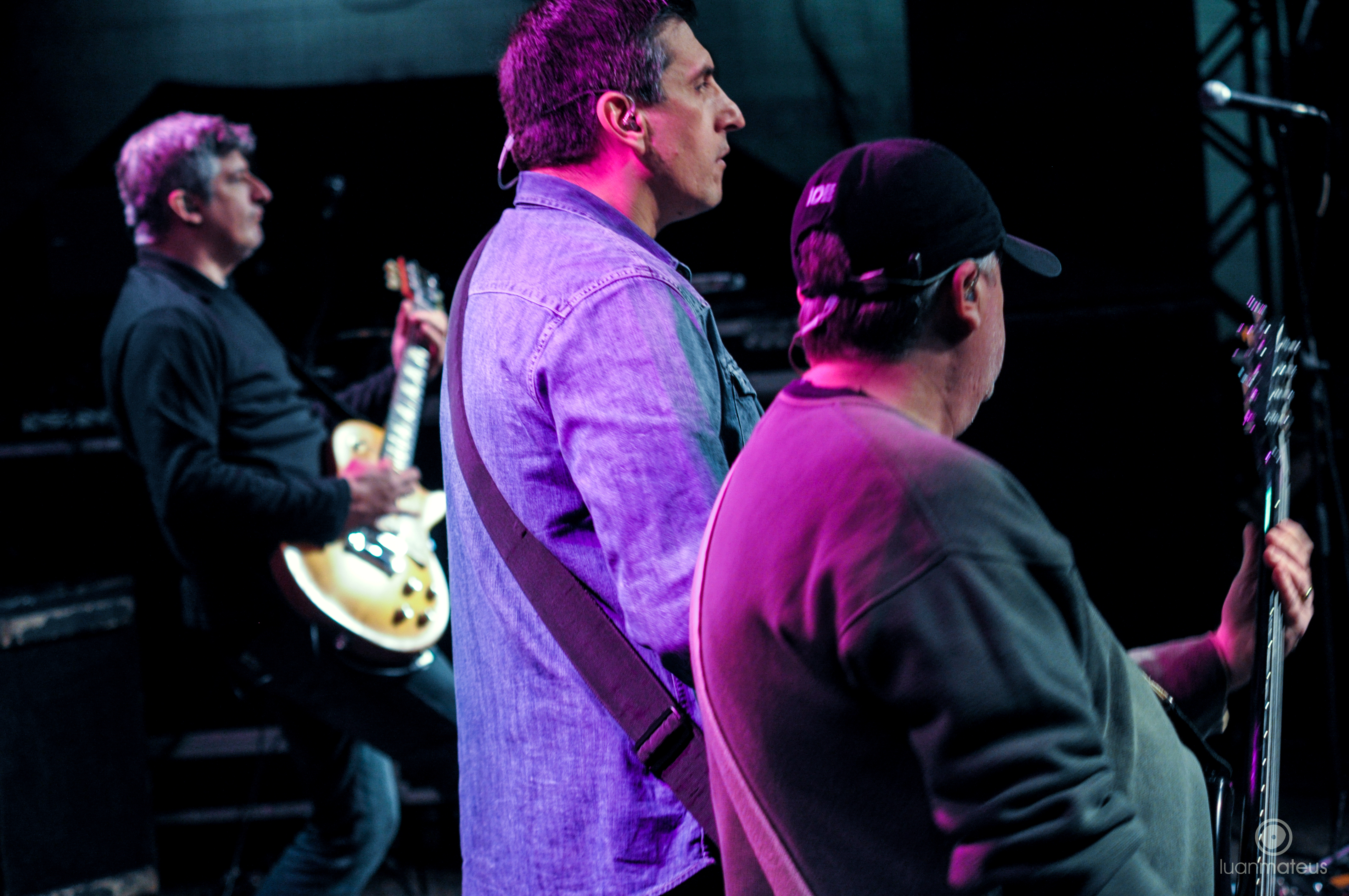
Hamilton, Zé Bruno e Marcelo Bassa, na turnê de Este Lado para Cima, em 2013.

Em 2012, Dudu Borges deixa a banda por falta de tempo para dedicar-se ao grupo, e o conjunto, com quatro integrantes fixos lança o décimo terceiro disco, Este Lado para Cima, produzido por Paulo Anhaia. A obra é o segundo disco inédito do Resgate pela Sony Music e conceitualmente abordou o recomeço da fé, com críticas ao meio religioso. Musicalmente, o disco tornou-se mais cru, menos pop e mais hard rock que Ainda não É o Último. Zé Bruno, o vocalista, afirmou que a proposta foi intencional, porque considerou, na época, que "tá tudo muito bonitinho". Nesta época, Zé envolveu-se em polêmicas acerca de textos e afirmações acerca da falta de criatividade de músicos e bandas cristãs. Com um texto diretamente relacionado ao Troféu Promessas, a banda foi banida do prêmio.
Em 2013, O show de lançamento de Este Lado para Cima gerou o DVD Aos Vivos, que reuniu canções dos álbuns ao vivo anteriores, incluindo faixas dos dois anteriores projetos de estúdio. No lançamento do disco, uma entrevista do grupo dado a uma emissora religiosa tornou-se notícia por críticas diretas ao mercado evangélico e notória no YouTube.
Em setembro de 2014, o grupo gravou mais um disco ao vivo, de título 25 Anos. Pretendendo abordar canções esquecidas de sua discografia, além das inéditas "Ninguém Vai Saber", "Luz" e "Ele", além do cover de "All You Need Is Love" dos Beatles, a obra conteve a participação de Paulo Anhaia e Carlinhos Anhaia, o tecladista André Freitas, o cantor Adhemar de Campos e a Orquestra Musitá. O projeto foi lançado em maio de 2015.
Em setembro de 2016, a banda participou do programa Kiss Club, da rádio Kiss FM. A gravação,[carece de fontes?] dois meses depois, se transformou no álbum Ao Vivo na Kiss FM, disponível apenas nas plataformas digitais e distribuído de forma independente. O disco contém a maioria das músicas do álbum anterior, mas tocadas ao vivo no programa.
Em outubro de 2017, a banda lançou o álbum No Seu Quintal, composto por composições de Zé Bruno e as gravações de "Despertar o Sol", do cantor Jorge Camargo e do cover de  "Turn! Turn! Turn!", de Pete Seeger. Como singles, foram lançadas as canções "História", "Ainda Vou" e "No Seu Quintal". Mais tarde, a banda lançou de forma independente o DVD Ao Vivo no Prosa & Canto Festival.
Em 2019 a banda anunciou o lançamento de um documentário e um álbum de inéditas para 2020, cujo título é É Só Isso Aqui.
Em 2020 a banda começou a vender em sua loja virtual um pen drive com as músicas de todos os CDs da discografia da banda até o disco No Seu Quintal, além das músicas do álbum Ao Vivo na Kiss FM e do programa completo transmitido na rádio Kiss FM. Já em 2021, Zé Bruno lançou seu primeiro álbum solo, gravado em colaboração com o cantor Vavá Rodrigues, chamado Pronto pra Consumo.
Em julho de 2023, a banda lança nas plataformas digitais, o Orgânica Live Sessions - Ao vivo no Backstage Live, um EP de 3 regravações de 2018 que estavam arquivadas, as faixas são: "Eles precisam saber", com participação do guitarrista Rodrigo Gouveia, "Todo Som" com participação de Fellipe Magalhães no vocal,  e "5:50 AM". No mesmo ano, a banda embarcou em uma turnê comemorativa de 30 anos do álbum Novos Rumos, lançado em 1993.
Em novembro de 2024, a banda lançou o álbum Onde Guardamos as Flores?, composto por 10 canções inéditas gravadas no estúdio VIP. Três singles com videoclipes foram lançados antes do álbum: "Não Sou Mais Eu", "Nas Chagas" e "O Começo, o Fim e o Meio".

## Integrantes
Atuais
- Zé Bruno – vocal, violão, guitarra (1989–atualmente)
- Hamilton Gomes – guitarra, violão, vocal de apoio (1989–atualmente)
- Marcelo Bassa – baixo (1989–atualmente)
- Jorge Bruno – bateria (1989–atualmente)

Ex-integrantes
- Dudu Borges – teclado, piano, produção musical (2005–2012)

## Discografia

### Álbuns de estúdio
- 1991: Vida, Jesus & Rock'n'Roll
- 1993: Novos Rumos
- 1995: On The Rock
- 1997: Resgate
- 2000: Praise
- 2002: Eu Continuo de Pé
- 2006: Até eu Envelhecer
- 2010: Ainda não é o Último
- 2012: Este Lado para Cima
- 2017: No Seu Quintal
- 2020: É Só Isso Aqui
- 2024: Onde Guardamos as Flores?

### Álbuns ao vivo
- 2001: Acústico
- 2004: Ao Vivo
- 2008: Até Eu Envelhecer ao Vivo
- 2013: Ao Vivos
- 2015: 25 Anos
- 2016: Ao Vivo na Kiss FM

### Compilações
- 2011: Pretérito Imperfeito, mais que Perfeito

## Prêmios e indicações

### Troféu Talento
2005
- Melhor CD de Rock (Resgate Ao Vivo)
- Melhor Banda
- Melhor Clipe (Em Todo o Lugar)

2007
- Álbum Rock
- Melhor Banda

### Troféu Promessas
2011
- Melhor Banda
- Melhor Clipe (Jack, Joe and Nancy in The Mall)